# Thomas Mowbray, 1. Duke of Norfolk

Wappen von Thomas Mowbray, 1. Duke of Norfolk

Thomas Mowbray, 1. Duke of Norfolk KG (auch Thomas Mowbray I oder Thomas Mowbray, 1. Earl of Nottingham) (* 22. März 1366; † 22. September 1399 in Venedig) war ein englischer Magnat, Diplomat und Militär. Während der politisch unruhigen Herrschaft von Richard II. hatte er eine wechselhafte Karriere, doch es gelang ihm bis 1397, auf der Seite der jeweiligen Machthaber zu stehen. Dann wurde er jedoch gestürzt und starb im Exil.

## Herkunft und Aufstieg zum Earl of Nottingham
Thomas Mowbray entstammte der englischen Familie Mowbray. Er war der zweite Sohn von John Mowbray, 4. Baron Mowbray und von dessen Frau Elizabeth Seagrave. Seine Mutter war eine Enkelin von Thomas of Brotherton, 1. Earl of Norfolk, einem jüngeren Sohn von König Eduard I. Vielfach wird angegeben, dass Mowbray am 22. März 1366 geboren wurde, doch da sein älterer Bruder John vermutlich im August 1365 geboren wurde, muss Thomas später als im März geboren worden sein. Vermutlich wurde er nach dem von seiner Mutter besonders verehrten Thomas Becket benannt. Seine Mutter starb spätestens 1368, und auch sein Vater starb 1368. Schließlich wurde die Vormundschaft für Thomas und seinen Bruder John 1372 ihrer Großtante Blanche Wake zugesprochen. Anlässlich der Krönung von Richard II. wurde John Mowbray am 16. Juli 1377 zum Earl of Nottingham erhoben. Thomas Mowbray war ein enger Freund von Richard II. geworden, der ihn zum Ritter seines Haushalts ernannte und ihm 1382 das Recht zur Jagd in den königlichen Forsten gewährte. Dazu erwarb der König für etwa £ 1000 für Mowbray das Recht, Elizabeth Lestrange, die etwa neunjährige Tochter und Erbin des verstorbenen John Lestrange, 5. Baron Strange of Blackmere und von dessen Frau Isabel de Beauchamp zu heiraten. Mowbray heiratete sie 1383, doch Elisabeth starb wenige Monate später. Sein Bruder John war bereits am 10. Februar 1383 kinderlos gestorben. Thomas Mowbray wurde zwei Tage nach dem Tod seines Bruders zum Earl of Nottingham erhoben und erhielt, obwohl er noch minderjährig war, das Erbe seines Bruders zugesprochen. Im selben Jahr wurde er in den Hosenbandorden aufgenommen.

## Vom Günstling zum Gegner des Königs

### Mowbray als Günstling von Richard II.
In den nächsten Jahren stand Mowbray weiter hoch in der Gunst des Königs. Er besaß eigene Räume in den königlichen Palästen Eltham und Kings Langley. Der mächtige John of Gaunt, ein Onkel des jungen Königs, soll ihn allerdings zu den Freunden des Königs gezählt haben, die auf diesen einen schlechten Einfluss hatten. Vermutlich war Mowbray für das fehlgeschlagene Attentat auf Gaunt im Februar 1385 verantwortlich, doch dieser verzieh ihm im weiteren Verlauf des Jahres. Während des Feldzugs des Königs nach Schottland im Sommer 1385 verlieh Richard II Mowbray am 30. Juni lebenslang das Amt des Marshals of England, das zuvor bereits sein Urgroßvater Thomas of Brotherton innegehabt hatte. Am 12. Januar 1386 wandelte der König das Amt in ein Erbamt um und erhöhte es dazu zum Amt des Earl Marshal. Mowbray ließ vermutlich die Abhandlung verfassen, die die Rechte und Pflichten des Marshals verfasste. Das Amt blieb Mowbrays bevorzugter Titel, bis er 1397 zum Duke of Norfolk erhoben wurde.

### Zunehmende Entfremdung zwischen Mowbray und Richard II.
Ab dieser Zeit verschlechterte sich bereits Mowbrays Verhältnis zum König. Nach dem Tod seiner ersten Frau hatte Mowbray im Juli 1384 Elizabeth FitzAlan, eine Tochter von Richard FitzAlan, 11. Earl of Arundel geheiratet. Zwar nahmen sowohl der König wie auch Königin Anne an den eine Woche andauernden Hochzeitsfeierlichkeiten in Arundel Castle teil, doch die Ehe war ohne offizielle Erlaubnis des Königs geschlossen worden. Deshalb ordnete der König die Beschlagnahmung von Mowbrays Grundbesitz an, und Mowbray musste dem König eine Entschädigung zahlen, um seine Besitzungen zurückzuerhalten. Es gilt als unsicher, ob der König überhaupt die Heirat seines Günstlings mit einer Tochter Arundels gebilligt hätte, denn er war zu dieser Zeit bereits mehrfach erbittert mit Arundel in Streit geraten. Richard II. argwöhnte vermutlich, dass Arundel starken Einfluss auf seinen Schwiegersohn Mowbray hatte. Tatsächlich wurde Mowbray 1386 zunehmend verärgert, als der König seine Gunst nun anderen Baronen schenkte, allen voran Robert de Vere, 9. Earl of Oxford. Ende 1386 hatte Mowbray enge Kontakte zu einer Gruppe Magnaten, die unter Führung von Arundel und dem Duke of Gloucester im Oktober 1386 während des Wundervollen Parlaments die Politik des Königs abgelehnt hatten. 1387 nahm Mowbray unter dem Kommando Arundels an einer Seeexpedition teil. Dabei griffen die englischen Schiffe am 24. März 1387 vor Margate eine französisch-flämische Flotte an, die eine große Menge Wein transportierte. Der erbeutete Wein konnte in England gewinnbringend verkauft werden, doch der Sieg brachte Arundel und Mowbray nur den Neid ihrer Gegner ein, und auch der König verhielt sich sehr zurückhaltend und belohnte Mowbray für diesen Erfolg im Krieg mit Frankreich nicht.

### Mowbray als Lord Appellant
Im Sommer und Herbst 1387 entfremdeten sich Mowbray und der König zunehmend. Im November 1387 musste die Regierungskommission, die im Vorjahr vom Wundervollen Parlament für ein Jahr mit der Herrschaft betraut worden war, den Großteil ihrer Macht abgeben. Als deren Mitglieder Gloucester, Arundel und der mit ihnen verbündete Earl of Warwick erkannten, dass ihr Leben in Gefahr war, sammelten sie ihre bewaffneten Vasallen bei Hornsey. Sie beschuldigten fünf der wichtigsten Günstlinge des Königs, darunter den zum Duke of Ireland erhobenen Robert de Vere, des Verrats an, weshalb sie später als Lords Appellant bezeichnet wurden. Vor dem 12. Dezember schlossen sich ihnen Mowbray und Henry Bolingbroke, 3. Earl of Derby an. Der König erklärte, dass die Anklage während des nächsten Parlaments angehört würde, doch zuvor schickte er de Vere nach Chester, um dort eine Armee aufzustellen. Die vereinigten Truppen der fünf Lords Appellant schlugen das von de Vere geführte Heer am 20. Dezember in der Schlacht von Radcot Bridge. Angeblich soll Mowbray zu spät den Schlachtort erreicht haben und nahm nicht mehr an den Kämpfen teil, was jedoch ungeklärt ist. Während de Vere ins Ausland flüchtete, besetzten die Lords Appellant London, traten am 28. Dezember dem König bewaffnet im Tower of London gegenüber und sicherten sich die Regierungsgewalt. Während des nächsten Parlaments, das am 3. Februar 1388 zusammentrat, erreichten sie die Verurteilung und Hinrichtung von acht Freunden des Königs. Dieses sogenannte Gnadenlose Parlament demütigte den König und seine Günstlinge am Hof, doch kam es dabei zu Spannungen unter den Lords Appellant. Während Gloucester, Arundel und Warwick anstrebten, den Einfluss der Günstlinge auf den König zu beseitigen, waren Mowbray und Bolingbroke nicht so entschlossen. Zum Bruch kam es über das Schicksal des Höflings Sir Simon Burley, dem früheren Lehrer des Königs. Richard II. versuchte alles, um Burley zu retten. Mowbray und Bolingbroke sprachen sich bis zuletzt gegen die Hinrichtung aus, und auch der Duke of York unterstützte das Gnadengesuch des Königs. Gloucester, Arundel und Warwick zeigten sich dagegen unerbittlich und ließen Burley am 5. Mai hinrichten. Dies vergab ihnen der König nie.

## Erneuter Dienst für Richard II.

### Dienst in den Scottish Marches und Rivalität mit dem Earl of Northumberland
Nachdem das Gnadenlose Parlament am 4. Juni geendet hatte, traten die unterschiedlichen Meinungen der Lords Appellant bald wieder offen zu Tage. Besonders Mowbray söhnte sich rasch wieder mit dem König aus. Anfang 1389 billigte der König nachträglich seine Heirat mit Elizabeth FitzAlan. Am 8. März 1389 beauftragte ihn der Kronrat mit der Verteidigung der östlichen Scottish Marches. Im Mai erhielt er dazu die Verwaltung von Berwick und Roxburgh Castle. Für sein Amt sollte er £ 12.000 pro Jahr erhalten. Im Gegenzug wollte Mowbray im Juni und Juli 1389 ein Heer von 400 men-at-arms und 800 Bogenschützen aufstellen. Mowbrays neues Amt machte ihn zum Gegner von Henry Percy, 1. Earl of Northumberland, der die östlichen Scottish Marches als eine Einflusssphäre betrachtete. Als Folge davon verweigerte er Mowbray militärische Unterstützung, als Ende Juni eine schottische Armee in Nordengland einfiel. Dieser Kompetenzstreit führte dazu, dass die Schotten die nordenglischen Grafschaften widerstandslos plündern konnten. In der Zwischenzeit hatte Richard II. im Mai 1389 den Rat, den das Gnadenlose Parlament zu seiner Kontrolle eingesetzt hatte, entmachtet und die Herrschaft zurückgewonnen. Am 15. Oktober 1389 setzte sich der König während einer Sitzung des Kronrats offen zugunsten von Mowbray ein und verlangte, dass er mehr Soldaten erhalten solle. Dies wurde jedoch von der Mehrheit des Kronrats abgelehnt. Der Kronrat bot Mowbray nur eine Verlängerung seines Amtes als Verteidiger der Scottish Marches für fünf Jahre zu den bisherigen Bedingungen an, was er annahm. Northumberland erhielt als Entschädigung wenig später das Amt des Kommandanten von Calais. Dieses Amt tauschte er 1391 mit Mowbray, der dazu 1394 lebenslang zum obersten Richter von Chester, Flintshire und den weiteren königlichen Besitzungen in Nordwales ernannt wurde.

### Dienst als Militär in Irland
Im März und April 1390 nahm Mowbray an einem englisch-französischen Turnier in Saint-Inglevert teil, und am 28. Mai 1390 kämpfte er während eines Tjost sechs Runden lang gegen den schottischen Earl of Moray, ehe der Kampf unentschieden beendet wurde. Diese Turnierkämpfe verbesserten seinen Ruf als Militär. Von 1394 bis 1395 nahm er am ersten Feldzug von Richard II. nach Irland teil. Dort führte er eine Reihe von Vorstößen und Raubzügen. Bei einem dieser Vorstöße konnte er fast Art Mór Mac Murchadha, den selbsternannten König von Leinster gefangen nehmen. Schließlich erhielt er den Auftrag, mit Mac Murchadha zu verhandeln. Als er diesen am 7. Januar 1395 bei Tullow traf, konnte er schließlich erreichen, dass Mac Murchadha aus Leinster abzog. Im Februar 1395 nahm er für den König die Huldigung der irischen Häuptlinge von Leinster entgegen. Zum Dank für seine Dienste belehnte ihn der König kurz danach mit der irischen Herrschaft Carlow. Im Mai 1395 kehrte er mit dem König nach England zurück.

### Dienst als Diplomat
Wenig später wurde Mowbray zusammen mit Edward, 1. Earl of Rutland und mit William Scrope beauftragt, über eine Heirat des verwitweten Richard II. mit der französischen Prinzessin Isabelle zu verhandeln. Von 1395 bis 1396 reisten Rutland, Scrope und er mehrfach zu Verhandlungen nach Frankreich, ehe im März 1396 eine Übereinkunft für die Heirat geschlossen wurde. Im September nahm Mowbray dann an der  feierlichen Heirat in Calais teil, wo er zur Ehrenwache für den französischen König Karl VI. gehörte. Richard II. beauftragte ihn aber auch, heimlich mit den Herzögen von Burgund und Berry zu verhandeln. Offenbar hatte der König so großes Vertrauen in Mowbrays Verhandlungsgeschick, dass er ihn im Februar 1397 zusammen mit Rutland erneut ins Ausland schickte. In Deutschland nahmen sie am Hoftag in Frankfurt teil, während dem über eine Beendigung des päpstlichen Schismas diskutiert wurde. Dazu wollte Richard II. erfahren, wie seine Chancen auf eine Kandidatur als römisch-deutscher König stünden.

## Landbesitz, Erb- und Besitzansprüche
Der von seinem Bruder John ererbte Landbesitz Mowbrays konzentrierte sich auf vier Regionen: zunächst auf die Isle of Axholme im nördlichen Lincolnshire, wo seine Güter um Epworth Castle, den traditionellen Sitz der Honour lagen. Der zweite Besitz war ein Streifen von Gütern im nördlichen und mittleren Yorkshire zwischen Hovingham über Thirsk und Kirkby Malzeard bis nach Nidderdale Castle. Der dritte Schwerpunkt war eine Gruppe von Gütern in den Midlands, deren Mittelpunkt Melton Mowbray in Leicestershire war. Der vierte Schwerpunkt war die Honour von Bramber in Sussex mit Horsham,  St Leonard’s Chase, Shoreham-by-Sea und Bramber Castle. Aus diesen Besitzungen hatte er vermutlich jährliche Einkünfte von £ 1400, womit er über ein  beträchtliches Einkommen verfügte, aber noch nicht zu den reichsten Earls zählte. Seinen Einfluss am Königshof nutzte Mowbray nach Kräften zu seinem Vorteil aus, um seinen Landbesitz zu erweitern und um politische Macht zu gewinnen. Zwischen 1389 und 1398 vergab er Lehen, Gelder und Ämter an mehr als siebzig Personen, wodurch er sich ein Gefolge schuf, das mit den meisten anderen Earls mithalten konnte. Dafür wandte er aber auch etwa 40 Prozent seines jährlichen Einkommens auf. Die meisten seiner Gefolgsleute kamen aus Gebieten, in denen er bereits zuvor Besitzungen geerbt oder erworben hatte.
Dazu konnte Mowbray noch ein weiteres Erbe erwarten und konnte weitere Besitzansprüche stellen. Zum einen war er der Erbe seiner Großmutter Margaret Brotherton, die aus ihren umfangreichen Besitzungen jährliche Einkünfte von etwa £ 2850 hatte. Sie starb allerdings erst 1399. Dazu beanspruchte Mowbray die Herrschaft Gower in den südlichen Welsh Marches, die seit dem frühen 14. Jahrhundert zwischen der Familie Mowbray und den Earls of Warwick aus der Familie Beauchamp umstritten war. 1354 hatte Eduard III. Gower der Familie Beauchamp zugesprochen. Mowbray nahm in Kauf, dass es zum Konflikt mit seinem ehemaligen Verbündeten, dem Earl of Warwick kam, als er beim König Gower beanspruchte, da es nach seiner Sicht irrtümlich den Beauchamps zugesprochen worden war. Tatsächlich konnte er im Juni 1397 Richard II. überzeugen, ihm nicht nur Gower zu übertragen, sondern Warwick musste ihm dazu für elf Jahre siebzehn Güter in den Midlands übertragen. Aus den Einkünften dieser Güter sollte Mowbray für die entgangenen Einkünfte aus Gower entschädigt werden, die sich angeblich auf £ 5333 beliefen. Durch den Erwerb von Gower stiegen Mowbrays jährliche Einkünfte auf etwa £ 1800.

## Sturz, Exil und Tod

### Rolle bei der Verhaftung und Verurteilung von Arundel, Gloucester und Warwick
Trotz der Gunst, die Richard II. Mowbray nach 1387 gewährte, ist es unwahrscheinlich, dass er das volle Vertrauen des Königs besaß. Der König hatte nicht Mowbrays Zugehörigkeit zu den Lords Appellant vergessen, und Mowbray war zweifelsohne so mit den Intrigen am Königshof vertraut, dass ihm dies bewusst war. Das Unbehagen der Höflinge untereinander führte schließlich zum dramatischen Sturz Mowbrays. Dieser begann vom 10. auf den 11. Juli 1397, als der König plötzlich drei der früheren Lords Appellant, nämlich Gloucester, Arundel und Warwick verhaften ließ. Sie sollen angeblich geplant haben, zusammen mit Mowbray, Bolingbroke und weiteren Magnaten den König erneut zu entmachten, doch Mowbray hätte die Verschwörung verraten. Für diese Schilderung aus dem frühen 15. Jahrhundert gibt es jedoch keine Belege. Als wahrscheinlicher gilt, dass der König die drei Magnaten aus Rache und dem Wunsch, die vollständige Kontrolle der Regierung zu erlangen, verhaften ließ. Wahrscheinlich verschonte er zunächst Mowbray und Bolingbroke, da diese sich vergeblich zugunsten von Burley eingesetzt hatten. Gloucester dagegen wurde in seiner Burg Pleshey Castle in Essex verhaftet. Von dort wurde er sofort nach Calais gebracht, wo er unter Mowbrays Aufsicht gestellt wurde. Er trat nie wieder öffentlich in Erscheinung. Arundel soll freies Geleit zugesichert worden sein, worauf er freiwillig vor den König trat. Als er jedoch in Westminster eintraf, ließ ihn der König sofort festnehmen und übergab ihn ebenfalls in Mowbrays Obhut. Dieser ließ ihn nach Carisbrooke Castle auf der Isle of Wight bringen. Am 5. August 1397 trugen Mowbray und sieben andere Günstlinge des Königs in Nottingham Castle eine Reihe von Beschuldigungen gegen Gloucester, Arundel und Warwick vor und klagten sie formell des Hochverrats an. Als am 17. September das Parlament in Westminster zusammentrat, wiederholten die acht Günstlinge, gekleidet in einheitlichen roten Roben mit gold-silbernen Verzierungen die Beschuldigung des Hochverrats. Zunächst wurde am 21. September Arundel angeklagt. Obwohl er sich tapfer und energisch gegen die Anschuldigungen verteidigte, wurde er als Verräter verurteilt und sofort zur Hinrichtung abgeführt. Nach Angaben des Chronisten Thomas Walsingham geleitete Mowbray zusammen mit dem Earl of Kent Arundel zu seiner Hinrichtung auf dem Tower Hill. Dabei soll Arundel beide heftig zurechtgewiesen und ihren eigenen, baldigen Sturz prophezeit haben.

### Der Tod von Gloucester in Mowbrays Obhut
Am Montag, 24. September verkündete Mowbray vor dem Parlament, dass Gloucester sich nicht vor Gericht verantworten könne, da er in Calais im Kerker gestorben sei. Stattdessen ließ er ein angebliches Geständnis von Gloucester verlesen, so dass dieser postum als Verräter verurteilt wurde. Es wird allgemein angenommen, dass Gloucester in Mowbrays Gefangenschaft ermordet wurde und dass Mowbray daran beteiligt war. Nach dem Sturz von Richard II. gestand Mowbrays ehemaliger Diener John Hall seine Beteiligung an dem Mord, der wahrscheinlich in der Nacht zum 8. September geschah. Nach den Angaben von Hall erreichte Mowbray Calais und berichtete Hall, dass er vom König und von Rutland den Befehl erhalten hätte, Gloucester zu ermorden. Hall soll gebeten haben, dass er den Mord nicht ausführen solle, aber Mowbray hätte ihm selber gedroht und einen kräftigen Schlag auf den Kopf gegeben. Zusammen mit acht anderen Dienern wurde Hall dann zu einer Herberge namens Princess Inn gebracht, in die wenig später auch Gloucester geführt wurde. Gloucester wurde mitgeteilt, dass er sterben müsse. Er durfte noch die Beichte ablegen, bevor er mit einem Kissen erstickt wurde. Wenig später erschien Mowbray, um die Ausführung seines Befehls zu kontrollieren. Nach den Angaben von Walsingham soll Mowbray allerdings zuvor versucht haben, nicht die Ausführung des Mordes übernehmen zu müssen. Der König hätte ihm allerdings mit seinem eigenen Tod gedroht, falls er sich weiter weigern würde. Mowbray selbst behauptete, dass er die Ermordung Gloucesters drei Wochen lang hinausgezögert hatte, nachdem er den Befehl des Königs erhalten hatte. Er wäre dabei sogar einmal von Calais nach England zurückgekehrt, wo er dem König gestehen musste, dass Gloucester noch am Leben sei. Diese Version würde erklären, warum in England das Gerücht vom Tod Gloucesters mehrere Wochen vor dessen tatsächlichen Tod im Umlauf war. Es gibt noch weitere Anzeichen dafür, dass Mowbray den Mord nur widerstrebend ausführen ließ, denn als der König ein Jahr später Mowbray selbst verurteilte, beschuldigte er ihn, dass er sich im Vorjahr mehrfach gegen die Aufhebung der Gesetze der Lords Appellant von 1388 ausgesprochen hatte. Trotz seiner Sorgen hatte Mowbray tatsächlich wenig Alternativen, als die Rache des Königs gegen die drei früheren Lords Appellant zu unterstützen. Der König belohnte ihn allerdings wenig später reich, als er ihn am 29. September, am vorletzten Tag des Parlaments, zum Duke of Norfolk erhob. Auch Bolingbroke, der fünfte der früheren Lords Appellant, wurde zum Duke erhoben. Beide wurden für ihre Opposition von 1387 bis 1388 begnadigt, da sie angeblich mäßigend auf die anderen drei Lords Appellant eingewirkt hätten. Dazu erhielt Mowbray Lewes Castle und die dazugehörige Honour aus dem Besitz von Arundel, die an seine eigene Honour of Bramber grenzte, sowie den vollen Besitz der siebzehn Güter, die Warwick ihm bereits zuvor als Entschädigung zeitweise überlassen musste.

### Der Sturz Mowbrays
Mowbray konnte sich nur für kurze Zeit an seinem neuen Besitz freuen. Bereits vor Oktober 1397 gab es Gerüchte über seinen Anteil am Tod von Gloucester, und ihm muss klar gewesen sein, wie gefährdet seine Stellung angesichts der Willkür des Königs war. Als er wohl im Dezember 1397 Bolingbroke auf der Straße zwischen London und Brentford traf, vertraute er sich diesem an, weil er weiter befürchtete, dass sich der König immer noch für ihre Opposition als Lords Appellant rächen würde. Nach den späteren Angaben von Bolingbroke berichtete Mowbray, dass eine Gruppe von Höflingen Bolingbrokes Vater John of Gaunt stürzen und weitere Adlige, darunter Mowbray und Bolingbroke ermorden wolle. Das weitere Vorgehen Bolingbrokes muss Mowbray überrascht haben. Bolingbroke berichtete seinem Vater von dem Gespräch, der dann dem König davon berichtete. Zur Bestürzung von Mowbray wurden er und Bolingbroke vor den König gerufen, und für den 28. Januar 1398 wurde ein Parlament nach Shrewsbury einberufen. Nach Angaben von Adam of Usk wollte Mowbray John of Gaunt auf dem Weg nach Shrewsbury ermorden lassen, was jedoch scheiterte. Daraufhin versteckte er sich auf seinen Besitzungen, so dass Bolingbroke am 30. Januar seine alleinige Version der Unterredung vortragen konnte. Mowbray wurde sofort seines Amtes als Earl Marshal enthoben und sollte sich vor dem König verantworten. Am 17. Februar wurde er für enteignet erklärt, und vor Ende Februar war er in Gefangenschaft geraten. Er wurde in Windsor Castle eingekerkert. Obwohl er nun energisch die Unterhaltung mit Bolingbroke leugnete, blieb er die nächsten Monate zunächst in Windsor Castle, später in einem Nebenraum der Londoner St Paul’s Cathedral in Haft. Bolingbroke blieb dagegen auf freiem Fuß. Der König versuchte nun, Mowbray mit Bolingbroke zu versöhnen, doch als die beiden am 29. April 1398 in Windsor gegenübergestellt wurden, erhob Bolingbroke neue Vorwürfe gegen Mowbray. Er beschuldigte ihn nun auch der Veruntreuung von Geldern, die er vom König für die Besoldung der Garnison von Calais erhalten hatte, und gab ihm die Verantwortung für den Tod von Gloucester. Da der König keinesfalls eine Untersuchung des Todes von Gloucester wünschte, beschloss er, den Streit zwischen den beiden durch einen Gerichtskampf entscheiden zu lassen. Diesen Kampf setzte er für den 16. September in Coventry an. Zum Zweikampf erschienen beide pünktlich und in einer prächtigen Rüstung. Zahlreiche Zuschauer waren zu dem Kampf erschienen, doch als die beiden Gegner bereit zum Kampf waren, stoppte der König das Duell. Da über Verrat an ihm entschieden werden sollte, beanspruchte er nun, doch selbst ein Urteil zu fällen, damit nicht das Blut der beiden mit ihm verwandten Gegner vergossen werden sollte. Um den Streit zwischen den beiden und ihren Anhängern zu beenden, verbannte er Bolingbroke für zehn Jahre und Mowbray lebenslang aus England. Die Besitzungen, die Mowbray 1397 von Arundel und Warwick erhalten hatte, fielen an den König, und seine restlichen Besitzungen fielen unter königliche Verwaltung. Aus seinen Besitzungen sollte er jährlich £ 1000 erhalten, um seinen Lebensunterhalt im Exil zu bestreiten. Als Grund für die strengere Bestrafung Mowbrays wurde ein Teilgeständnis angegeben, das er am 29. April geleistet hatte und in dem er das Treffen mit Bolingbroke auf der Straße zugegeben hatte. Dazu wurde er der Unterschlagung der Soldgelder für schuldig befunden. Der König verbot beiden, dass sie in ihrem Exil Kontakt untereinander aufnahmen, und gab ihnen Zeit, bis zum 20. Oktober England zu verlassen. Während Bolingbroke seinen Exilort frei wählen durfte, sollte Mowbray nach Deutschland, Böhmen, Ungarn oder ins Heilige Land gehen.

### Exil und Tod

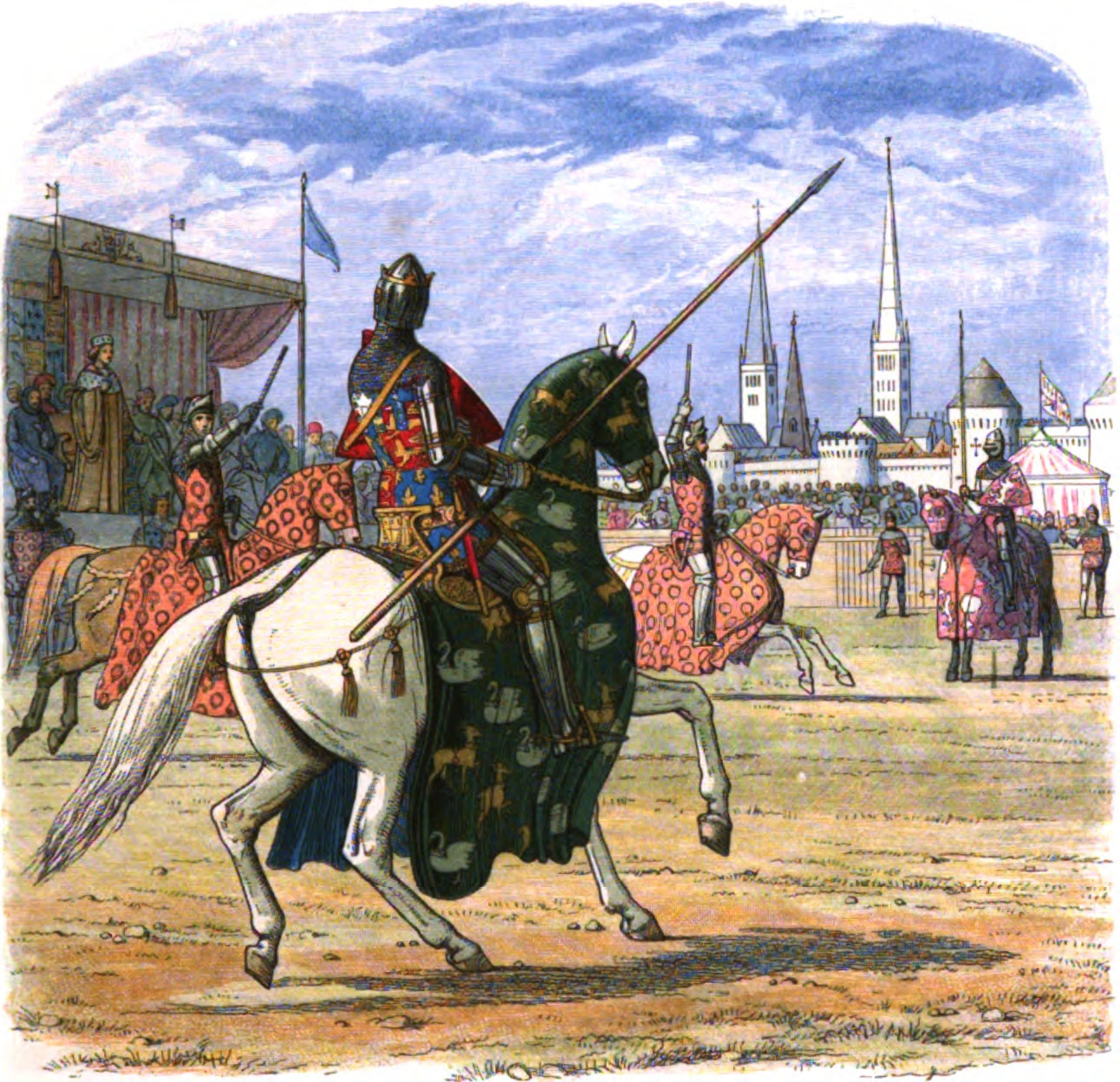
Die Figur Mowbrays wurde von Chronisten und Historikern überwiegend negativ bewertet. Diese Darstellung des Abbruchs des Gerichtskampfes zwischen Mowbray und Bolingbroke entstand 1864

Mowbray verließ am 19. Oktober mit einem dreißig Mann starken Gefolge den Hafen von Kirkley Road bei Lowestoft in Suffolk. Seine Abreise wurde von über 1000 Schaulustigen beobachtet, darunter etwa 80 Angehörigen der Gentry von Suffolk. Nach deren Angaben wollte er zunächst nach Dordrecht segeln. Vor dem 18. Februar 1399 traf Mowbray in Venedig ein, wo er den Senat überreden konnte, ihm eine Galeere zu vermieten. Von den Kaufleuten Antonio Bembo und Giovanni Cane lieh er sich 750 Dukaten, um eine Reise ins Heilige Land zu unternehmen, die er nachweislich antrat. Während seiner Abwesenheit starb in England am 24. März 1399 seine Großmutter Margaret Brotherton, die 1397 zur Duchess of Norfolk erhoben worden war und deren Erbin er war. Vor seiner Abreise aus England hatte ihm der König in einem Letters Patent zugesichert, dass seine Anwälte während seines Exils Erbschaften für ihn annehmen und verwalten dürften. Dies wurde nun vom König widerrufen, der das Erbe für sich beanspruchte. Ob Mowbray hiervon erfuhr, ist unbekannt, denn während seiner Reise ins Heilige Land oder nach seiner Rückkehr starb er an der Pest. Er wurde im Kloster San Giorgio Maggiore in Venedig begraben.

## Historische Bewertung und Charakter
Mowbrays Fähigkeiten als erfahrener und fähiger Militär, Diplomat und Ratgeber wurden allgemein anerkannt. Er hatte mehrere höchstrangige Ämter ausgeübt, war aber auch ein perfekter Höfling. Da er zeitlebens aus seinem Landbesitz nur ein mittleres Einkommen bezog, musste er wahrscheinlich diese Ämter annehmen, um durch zusätzliche Einkünfte einen Lebensstil führen zu können, der seinem Rang angemessen war. Von keinem der zeitgenössischen Chronisten wurde sein Verhalten jedoch verteidigt.  Nach Thomas Walsingham hätten beim Gerichtskampf von Coventry alle Zuschauer auf einen Sieg Bolingbrokes gehofft, da sie Mowbray wegen des Mordes an Gloucester verabscheuten. Sein früher Tod im Exil wurde als gerechte Strafe empfunden. Auch jüngere Historiker beschrieben Mowbray als stolz und verschwenderisch, als selbstsüchtigen Überläufer oder als Intriganten und insgesamt eher negativ. Zwar galt er als tapfer und politisch durchaus fähig, aber auch als skrupellos und zeitweise aufbrausend. Er hätte aber bedeutend mutiger sein müssen, um im September 1397 dem Befehl des Königs, Gloucester zu ermorden, widerstehen zu können, den er wahrscheinlich nur äußerst zögerlich umsetzen ließ.
Über Mowbrays Privatleben ist dagegen nur wenig bekannt. Er hatte wahrscheinlich ein ehrliches Interesse an seinen Vorfahren. Im Februar 1384, ein Jahr nach dem Tod seines Bruders, führte er eine Prozession durch London zu dessen Grab im Karmeliterkloster an der Fleet Street. 1396 schickte er einen Vertreter nach Konstantinopel, um den Leichnam seines 1368 von den Türken ermordeten Vaters nach England zu überführen. Seine Hauptstiftung war das 1396 gestiftete Karthäuserpriorat Axholme in Lincolnshire. Mowbray verehrte besonders das Fest Mariä Heimsuchung, und so wurde seine Stiftung Domus Visitationis Beate Marie Virginis geweiht.

## Nachkommen und Erbe
Mit seiner zweiten Frau Elizabeth hatte Mowbray fünf Kinder:
- Thomas Mowbray, 4. Earl of Norfolk (1385–1405)
- Margret (1391–1459) ⚭ Sir Robert Howard (1385–1436)
- Elizabeth ⚭ Michael de la Pole, 3. Earl of Suffolk (1394–1415)
- John Mowbray, 2. Duke of Norfolk (1392–1432)
- Isabel (um 1400–1452)

1. ⚭ Henry Ferrers († um 1423)
2. ⚭ James Berkeley, 1. Baron Berkeley

Mowbrays Erbe wurde sein ältester Sohn Thomas Mowbray II. Nach dem Sturz von Richard II. wurde im Oktober 1399 das Dukedom of Norfolk aufgehoben. Thomas Mowbray II erbte nur die Titel Earl of Norfolk und die nachgeordneten Titel, Mowbrays Witwe Elizabeth wurde zur Countess of Norfolk herabgestuft. Sie heiratete 1401 Sir Robert Goushill, einen früheren Vasallen von Mowbray. Nach dessen Tod heiratete sie Sir Gerard Usflete, bevor sie 1425 starb.